# Responder ao País
Responder ao País foi um programa de jornalismo transmitido pela RTP1 no pós-25 de abril. Foi neste programa que se deu o célebre debate entre Mário Soares e Álvaro Cunhal a 6 de novembro de 1975.

## Programas
| Dia de exibição       | Convidados                                                                                      | Refs         |
| --------------------- | ----------------------------------------------------------------------------------------------- | ------------ |
| 11 de junho de 1975   | Entrevista a Freitas do Amaral por José Carlos Megre, José Manuel Galvão Teles e Adelino Gomes. |              |
| 9 de julho de 1975    | Entrevista a Acácio Barreiros por José Carlos Megre, Adelino Cardoso e Adelino Gomes.           | [ 3 ]        |
| 22 de outubro de 1975 | Entrevista ao General Carlos Fabião por José Carlos Megre, Joaquim Letria e César de Oliveira.  | [ 5 ]        |
| 27 de outubro de 1975 | Entrevista ao Presidente da Roménia Nicolae Ceaușescu por José Carlos Megre.                    | [ 7 ]        |
| 6 de novembro de 1975 | Edição Especial - Debate entre Mário Soares e Álvaro Cunhal.                                    | [ 9 ] [ 10 ] |